# Bucephalandra gigantea
Bucephalandra gigantea är en kallaväxtart som beskrevs av Josef Bogner. Bucephalandra gigantea ingår i släktet Bucephalandra och familjen kallaväxter. Inga underarter finns listade.